# Perfect (Ed Sheeran)
Perfect è un singolo del cantautore britannico Ed Sheeran, pubblicato il 26 settembre 2017 come quarto estratto dal quinto album in studio ÷.
Tra il 1° e il 15 dicembre 2017 Sheeran ha pubblicato due nuove versioni del brano: Perfect Duet, in collaborazione con la cantante statunitense Beyoncé, e Perfect Symphony, eseguita in duetto con il tenore italiano Andrea Bocelli.
Dopo la pubblicazione della versione Duet con Beyoncé, la canzone ha raggiunto la prima posizione della classifica britannica nel dicembre 2017. Per le alte vendite della sua versione con Beyoncé rispetto a quella originale, la cantante è stata accreditata in diverse classifiche di vendita ufficiali, diventando la sua sesta canzone numero uno della Billboard Hot 100 e la seconda di Sheeran.

## Descrizione
Quinta traccia dell'album, Perfect è stato interamente composto da Sheeran ed è una ballata che l'artista dedica alla propria fidanzata Cherry Seaborn, con la quale si è poi sposato l'anno successivo. Come spiegato in un'intervista a Zane Lowe, l'intento di Sheeran era quello di realizzare un brano che potesse battere Thinking Out Loud «perché so che quel brano mi stava definendo [...] Con Perfect mi sentivo come se avessi bisogno di scrivere il miglior brano d'amore della mia carriera».
L'ispirazione per il brano giunse quando Sheeran visitò la casa del cantautore James Blunt, dove i due cantanti hanno ascoltato brani del rapper Future.

### Versioni
Tra il 1° e il 15 dicembre 2017 Sheeran ha pubblicato per il download digitale due nuove versioni del brano, rispettivamente intitolate Perfect Duet (eseguita in collaborazione con la cantante statunitense Beyoncé) e Perfect Symphony (eseguita in duetto con il tenore italiano Andrea Bocelli). Entrambe hanno contribuito ad intensificare il successo del singolo.

## Video musicale
Il video musicale è stato girato dalle parti delle montagne del Tux e vede la partecipazione dell'attrice statunitense Zoey Deutch.

## Tracce
Download digitale
1. Perfect – 4:22

Download digitale – Acoustic
1. Perfect (Acoustic) – 4:20

Download digitale – Mike Perry Remix
1. Perfect (Mike Perry Remix) – 3:41

CD singolo (Europa)
1. Perfect – 4:22
2. Perfect (Acoustic) – 4:20

Download digitale – Robin Schulz Remix
1. Perfect (Robin Schulz Remix) – 4:09

Download digitale – Perfect Symphony
1. Perfect Symphony (con Andrea Bocelli) – 4:25

## Promozione
Ed Sheeran ha eseguito tutte e tre le versioni live, sebbene le versioni in duetto sono state eseguite in sole tre occasioni. La versione con Bocelli è stata eseguita la prima volta allo Stadio di Wembley nel luglio 2018, nel corso del concerto di Sheeran. Nel 2024 i due artisti hanno reinterpretato il brano nel corso del concerto celebrativo Andrea Bocelli 30 - The Celebration.

## Formazione
Musicisti
- Ed Sheeran – voce, cori, chitarra elettrica, chitarra acustica
- Will Hicks – chitarra elettrica, percussioni, programmazione
- Pino Palladino – basso
- John Tilley – pianoforte, organo Hammond
- Jay Lewis – batteria
- Matthew Sheeran – arrangiamento strumenti ad arco
- Peter Gregson – direzione dell'orchestra
- Patrick Kiernan – primo violino
- Magnus Johnston – primo violino
- Matthew Denton – primo violino
- Marije Johnston – primo violino
- Jan Regulski – primo violino
- Martyn Jackson – primo violino
- Mandhira De Saram – primo violino
- Simon Hewitt Jones – primo violino
- James Dickenson – secondo violino
- Jeremy Morris – secondo violino
- Debbie Widdup – secondo violino
- Fenella Barton – secondo violino
- Alison Dods – secondo violino
- Kirsty Mangan – secondo violino
- Rachel Roberts – viola
- Meghan Cassidy – viola
- Kotono Sato – viola
- Laurie Anderson – viola
- Tim Lowe – violoncello
- Nick Cooper – violoncello
- Katherine Jenkinson – violoncello
- Leon Bosch – contrabbasso
- Ben Russell – contrabbasso
- Nick Cartledge – flauto, ottavino
- Charys Green – clarinetto

Produzione
- Will Hicks – produzione
- Ed Sheeran – produzione
- Benny Blanco – produzione aggiuntiva
- Chris Sclafani – ingegneria del suono
- Joe Rubel – ingegneria del suono
- Matt Jones – assistenza tecnica
- George Oulton – assistenza tecnica
- Paul Pritchard – assistenza tecnica
- Jack Fairbrother – assistenza tecnica
- Johnny Solway – assistenza tecnica
- Mark "Spike" Stent – missaggio
- Geoff Swan, Michael Freeman – assistenza al missaggio
- Stuart Hawkes – mastering

## Successo commerciale

### Stati Uniti
Negli Stati Uniti Perfect ha esordito alla posizione numero trentasette Billboard Hot 100 nel marzo 2017, in concomitanza con la prima settimana di vendita dell'album ÷. In ottobre, la canzone è salita alla posizione numero diciotto ed è diventata la terza canzone di ÷ a raggiungere le prime venti posizioni della classifica; il 30 ottobre 2017, Perfect è apparsa per la prima volta tra le prime dieci posizioni della Hot 100. La settimana successiva il brano è diventato il terzo successo complessivo di Sheeran a apparire tra le prime cinque posizioni della classifica con Thinking Out Loud (2014) e Shape of You (2017).
Perfect ha raggiunto la prima posizione nella classifica delle vendite digitali di canzoni, favorita dalle prime ore di rilevamento della versione in duetto, rilasciata prima della fine della settimana di rilevamento delle vendite del 30 novembre 2017. Per l'intera settimana, la versione Perfect Duet con Beyoncé ha rappresentato il 18% delle vendite del brano. L'11 dicembre 2017, dopo un'intera settimana di monitoraggio, il singolo ha raggiunto la vetta della classifica Billboard Hot 100, diventando la seconda canzone di Sheeran alla numero uno negli Stati Uniti e la sesta di Beyoncé come solista. L'accreditamento della cantante venne attuato poiché la versione in duetto ha rappresentato il 63% delle vendite totali della canzone per la settimana. Il brano ha occupato la prima posizione della classifica per sei settimane totali, di cui cinque nella versione in duetto con Beyoncé e una nella versione solista. Perfect è stata la settima canzone più venduta del 2017 negli Stati Uniti, con 1.340.000 unità vendute, e il singolo di maggior successo commerciale per le vendite digitali durante il 2018 con 1.300.000 unità.

### Regno Unito
La canzone è entrata nella Official Singles Chart al quarto posto appena è diventata disponibile per il download con l'uscita dell'album nel marzo 2017, vendendo 62.599 unità nella prima settimana. Dopo che Sheeran ha eseguito Perfect durante The X Factor il 26 novembre 2017, il brano è nuovamente avanzato in classifica fino al terzo posto, vendendo 32.507 unità. La settimana successiva, la versione Perfect Duet con Beyoncé, pubblicata il 1º dicembre 2017, ha spinto le vendite del brano a 89.359 unità, diventando il secondo singolo estratto dall'album, dopo Shape of You, nonché il quarto in totale nella carriera dell'artista a ottenere tale risultato; nonostante l'aumento delle vendite grazie alla versione con Beyoncé, la cantante non è stata accreditata dalla classifica. Il brano ha occupato la prima posizione per sei settimane consecutive, durante il competitivo periodo natalizio dell'anno, prima di venire superato da River di Eminem in collaborazione con lo stesso Sheera.; è inoltre divenuta la canzone con il maggior numero di settimane nella top 75 britannica, venendo superata da Someone You Loved di Lewis Capaldi nel 2018. Al 2023 è il terzo brano con il maggior numero di settimane nella top 100 britannica con 191. Il brano è divenuto il decimo nella carriera del cantante a superare il milione di copie nel Regno Unito, totalizzando al 2021 oltre 3.9 milioni di copie vendute.

### Classifiche internazionali
La versione originale ha raggiunto la prima posizione in Austria, Belgio, Francia, Lussemburgo, Malesia, Paesi Bassi, Filippine, Polonia, Scozia, Slovacchia, Slovenia e Svizzera. Dopo l'uscita del duetto con Beyoncé, Perfect ha raggiunto la prima posizione anche in Australia, Danimarca, Germania, Italia, Nuova Zelanda e Svezia. In Canada il brano ha raggiunto la prima posizione della Billboard Canadian Hot 100 a seguito della collaborazione con Beyoncé, la quale è stata accreditata nella classifica, divenendo il primo brano numero uno della cantante e il secondo di Sheeran. In Australia la canzone ha raggiunto la prima posizione della ARIA Singe Chart, la quarta nella carriera di Sheeran a ottenere tale risultato, divenendo nell'aprile del 2023 la canzone con la più lunga permanenza nella classifica australiana con 312 settimane.

## Classifiche

### Classifiche settimanali
| Classifica (2017-24)  | Posizione massima |
| --------------------- | ----------------- |
| Australia             | 1                 |
| Austria               | 1                 |
| Belgio (Fiandre)      | 1                 |
| Belgio (Vallonia)     | 1                 |
| Bulgaria              | 5                 |
| Canada                | 1                 |
| Corea del Sud         | 79                |
| Croazia               | 1                 |
| Danimarca             | 1                 |
| Emirati Arabi Uniti   | 18                |
| Estonia               | 31                |
| Filippine             | 1                 |
| Finlandia             | 11                |
| Francia               | 1                 |
| Germania              | 1                 |
| Grecia                | 9                 |
| Irlanda               | 1                 |
| Islanda               | 1                 |
| Italia                | 1                 |
| Libano                | 4                 |
| Lussemburgo           | 1                 |
| Malaysia              | 1                 |
| Norvegia              | 4                 |
| Nuova Zelanda         | 1                 |
| Paesi Bassi           | 1                 |
| Polonia               | 1                 |
| Portogallo            | 3                 |
| Regno Unito           | 1                 |
| Repubblica Ceca       | 4                 |
| Repubblica Dominicana | 35                |
| Romania               | 2                 |
| Russia                | 67                |
| Singapore             | 1                 |
| Slovacchia            | 3                 |
| Slovenia              | 1                 |
| Spagna                | 2                 |
| Stati Uniti           | 1                 |
| Sudafrica             | 59                |
| Svezia                | 1                 |
| Svizzera              | 1                 |
| Ucraina               | 183               |
| Ungheria              | 1                 |

### Classifiche di fine anno
| Classifica (2017) | Posizione |
| ----------------- | --------- |
| Australia         | 4         |
| Austria           | 11        |
| Belgio (Fiandre)  | 27        |
| Belgio (Vallonia) | 62        |
| Brasile           | 162       |
| Canada            | 53        |
| Danimarca         | 11        |
| Francia           | 36        |
| Germania          | 12        |
| Islanda           | 5         |
| Italia            | 9         |
| Nuova Zelanda     | 5         |
| Paesi Bassi       | 25        |
| Polonia           | 55        |
| Regno Unito       | 6         |
| Spagna            | 56        |
| Svezia            | 7         |
| Svizzera          | 20        |
| Ungheria          | 34        |
| Classifica (2018) | Posizione |
| Australia         | 3         |
| Austria           | 45        |
| Belgio (Fiandre)  | 6         |
| Belgio (Vallonia) | 5         |
| Brasile           | 147       |
| Canada            | 2         |
| Croazia           | 1         |
| Danimarca         | 1         |
| Francia           | 12        |
| Germania          | 2         |
| Irlanda           | 9         |
| Islanda           | 14        |
| Italia            | 2         |
| Nuova Zelanda     | 2         |
| Paesi Bassi       | 7         |
| Regno Unito       | 6         |
| Romania           | 35        |
| Slovenia          | 1         |
| Spagna            | 16        |
| Stati Uniti       | 2         |
| Svezia            | 3         |
| Svizzera          | 2         |
| Ungheria          | 17        |
| Classifica (2019) | Posizione |
| Australia         | 58        |
| Danimarca         | 39        |
| Francia           | 193       |
| Islanda           | 63        |
| Italia            | 91        |
| Portogallo        | 154       |
| Regno Unito       | 46        |
| Slovenia          | 45        |
| Spagna            | 96        |
| Svezia            | 66        |
| Svizzera          | 37        |
| Classifica (2020) | Posizione |
| Australia         | 70        |
| Danimarca         | 77        |
| Regno Unito       | 57        |
| Slovenia          | 29        |
| Classifica (2021) | Posizione |
| Australia         | 52        |
| Danimarca         | 54        |
| Regno Unito       | 35        |
| Classifica (2022) | Posizione |
| Australia         | 49        |
| Danimarca         | 83        |
| India             | 15        |
| Regno Unito       | 50        |
| Classifica (2023) | Posizione |
| Australia         | 63        |
| Regno Unito       | 77        |

### Classifiche di fine decennio
| Classifica (2010-19) | Posizione |
| -------------------- | --------- |
| Australia            | 8         |
| Germania             | 5         |
| Norvegia             | 26        |
| Regno Unito          | 5         |
| Stati Uniti          | 15        |

### Classifiche di tutti i tempi
| Classifica (1958-2021) | Posizione |
| ---------------------- | --------- |
| Stati Uniti            | 62        |

## Perfect Duet
Il 1º dicembre 2017 viene pubblicata la versione alternativa del brano in collaborazione con Beyoncé dal titolo Perfect Duet.
La canzone è una versione acustica e ridotta dell'originale, con Beyoncé che canta la seconda strofa da una prospettiva femminile. Sheeran ha dichiarato che la canzone era la preferita della cantante nell'album e nel momento in cui l'ha contattata per riregistrare il brano, Beyoncé ha accettato. I due hanno apportato delle modifiche al testo e registrato la canzone nel maggio 2017. Il brano presenta inoltre un cambiamento nella strumentazione musicale, passando dall'uso della chitarra elettrica della versione originale a quella acustica.
Commercialmente la versione ha apportato un cospicuo contributo alle vendite del singolo, portando sia le classifiche redatte da Billboard che internazionali a accreditare Beyoncé.

### Accoglienza
Nina Braca di Billboard, confrontando la versione originale e quella in duetto con Beyoncé, ha sottolineato la sostituzione della chitarra elettrica con una acustica dando al brano un suono più «intimo». La giornalista scrive che la voce potente di Beyonce aiuta a «far salire la canzone di una tacca», trovando la parte finale cantata assieme dai due artisti «armoniosa».

### Promozione
La versione con Beyoncé è stata eseguita dai due cantanti nel corso Global Citizen Festival tenutosi a Johannesburg nel dicembre 2018, divenendo la seconda occasione in cui i due cantanti hanno eseguito un brano nel corso della manifestazione dopo Drunk in Love nel 2015 a New York.